# لاري موريسي
لاري موريسي (بالإنجليزية: Larry Morrissey)‏ هو محامي وسياسي أمريكي، ولد في 4 سبتمبر 1969 بروكفورد في الولايات المتحدة. حزبياً، نشط في مستقل. وقد انتخب List of mayors of Rockford, Illinois ‏.